# Lijst van voetbalinterlands Guinee - Ivoorkust
Deze lijst van voetbalinterlands is een overzicht van alle officiële voetbalwedstrijden tussen de nationale teams van Guinee en Ivoorkust. De West-Afrikaanse buurlanden hebben tot op heden twintig keer tegen elkaar gespeeld. De eerste ontmoeting, een vriendschappelijke wedstrijd, vond plaats op 22 maart 1970 in Conakry. Het laatste duel, een vriendschappelijke wedstrijd, werd gespeeld in Amiens (Frankrijk) op 27 september 2022.

## Wedstrijden
| №  | Plaats           | Datum             | Competitie                           | Wedstrijd          | Uitslag |
| -- | ---------------- | ----------------- | ------------------------------------ | ------------------ | ------- |
| 1  | Conakry          | 22 maart 1970     | Vriendschappelijk                    | Guinee − Ivoorkust | 4 − 2   |
| 2  | Abidjan          | 26 juli 1970      | Vriendschappelijk                    | Ivoorkust − Guinee | 3 − 2   |
| 3  | Abidjan          | 22 januari 1984   | Vriendschappelijk                    | Ivoorkust − Guinee | 3 − 0   |
| 4  | Abidjan          | 9 december 1984   | Vriendschappelijk                    | Ivoorkust − Guinee | 2 − 2   |
| 5  | Dakar            | 27 december 1985  | Vriendschappelijk                    | Guinee − Ivoorkust | 1 − 0   |
| 6  | Abidjan          | 24 juli 1991      | Vriendschappelijk                    | Ivoorkust − Guinee | 0 − 0   |
| 7  | Conakry          | 18 januari 1994   | Vriendschappelijk                    | Guinee − Ivoorkust | 3 − 0   |
| 8  | Bouaké           | 8 januari 1997    | Vriendschappelijk                    | Ivoorkust − Guinee | 2 − 1   |
| 9  | Aix-les-Bains    | 28 april 2004     | Vriendschappelijk                    | Ivoorkust − Guinee | 4 − 2   |
| 10 | Rouen            | 6 februari 2007   | Vriendschappelijk                    | Ivoorkust − Guinee | 1 − 0   |
| 11 | Sekondi-Takoradi | 3 februari 2008   | Afrika Cup 2008                      | Ivoorkust − Guinee | 5 − 0   |
| 12 | Chantilly        | 20 augustus 2008  | Vriendschappelijk                    | Guinee − Ivoorkust | 1 − 2   |
| 13 | Conakry          | 7 juni 2009       | WK 2010 kwalificatie                 | Guinee − Ivoorkust | 1 − 2   |
| 14 | Abidjan          | 14 november 2009  | WK 2010 kwalificatie                 | Ivoorkust − Guinee | 3 − 0   |
| 15 | Abidjan          | 29 februari 2012  | Vriendschappelijk                    | Ivoorkust − Guinee | 0 − 0   |
| 16 | Malabo           | 20 januari 2015   | Afrika Cup 2015                      | Ivoorkust − Guinee | 1 − 1   |
| 17 | Kigali           | 7 februari 2016   | African Championship of Nations 2016 | Guinee − Ivoorkust | 1 − 2   |
| 18 | Bouaké           | 10 juni 2017      | Afrika Cup 2019 kwalificatie         | Ivoorkust − Guinee | 2 − 3   |
| 19 | Conakry          | 18 november 2018  | Afrika Cup 2019 kwalificatie         | Guinee − Ivoorkust | 1 − 1   |
| 20 | Amiens           | 27 september 2022 | Vriendschappelijk                    | Ivoorkust − Guinee | 3 − 1   |

## Samenvatting
| Competitie                      | Totaal gespeeld | Winst Guinee | Gelijk | Winst Ivoorkust | Doelsaldo Guinee – Ivoorkust |
| ------------------------------- | --------------- | ------------ | ------ | --------------- | ---------------------------- |
| WK-kwalificatie                 | 2               | 0            | 0      | 2               | 1 − 5                        |
| Afrika Cup                      | 2               | 0            | 1      | 1               | 1 − 6                        |
| Afrika Cup-kwalificatie         | 2               | 1            | 1      | 0               | 4 − 3                        |
| African Championship of Nations | 1               | 0            | 0      | 1               | 1 − 2                        |
| Vriendschappelijk               | 13              | 3            | 3      | 7               | 17 − 22                      |
| Totaal                          | 20              | 4            | 5      | 11              | 24 − 38                      |

## Details

### Twaalfde ontmoeting
| Vriendschappelijk (Chantilly, Frankrijk, 20 augustus 2008): |       |                                     |
| Guinee                                                      | 1 – 2 | Ivoorkust                           |
| Ismael Bangoura 13'                                         | goals | 10' Bakary Koné 45' Boubacar Sanogo |

FGF · A-internationals · Guinees vrouwenelftal
1960-1969 ·
1970-1979 ·
1980-1989 ·
1990-1999 ·
2000-2009 ·
2010-2019 ·
2020-2029
AC 1970 ·
AC 1974 ·
AC 1976 ·
AC 1980 ·
AC 1994 ·
AC 1998 ·
AC 2004 ·
AC 2006 ·
AC 2008 ·
AC 2012
1962 ·
1963 ·
1964 ·
1965 ·
1966 ·
1967 ·
1968 ·
1969 ·
1970 ·
1971 ·
1972 ·
1973 ·
1974 ·
1975 ·
1976 ·
1977 ·
1978 ·
1979 ·
1980 ·
1981 ·
1982 ·
1983 ·
1984 ·
1985 ·
1986 ·
1987 ·
1988 ·
1989 ·
1990 ·
1991 ·
1992 ·
1993 ·
1994 ·
1995 ·
1996 ·
1997 ·
1998 ·
1999 ·
2000 ·
2001 ·
2002 ·
2003 ·
2004 ·
2005 ·
2006 ·
2007 ·
2008 ·
2009 ·
2010 ·
2011 ·
2012 ·
2013 ·
2014 ·
2015 ·
2016 ·
2017 ·
2018 ·
2019 ·
2020 ·
2021 ·
2022 ·
2023 ·
2024
Algerije ·
Angola ·
Benin ·
Bermuda ·
Botswana ·
Brazilië ·
Burkina Faso ·
Burundi ·
Cambodja ·
Centraal-Afrikaanse Republiek ·
Chili ·
China ·
Comoren ·
Congo-Brazzaville ·
Congo-Kinshasa ·
DDR ·
Egypte ·
Equatoriaal-Guinea ·
Ethiopië ·
Gabon ·
Gambia ·
Ghana ·
Guinee-Bissau ·
Indonesië ·
Irak ·
Iran ·
Ivoorkust ·
Kaapverdië ·
Kameroen ·
Kenia ·
Kosovo ·
Lesotho ·
Liberia ·
Libië ·
Madagaskar ·
Malawi ·
Mali ·
Marokko ·
Mauritanië ·
Mauritius ·
Mozambique ·
Namibië ·
Niger ·
Nigeria ·
Noord-Korea ·
Oeganda ·
Rwanda ·
Senegal ·
Sierra Leone ·
Soedan ·
Somalië ·
Swaziland ·
Tanzania ·
Togo ·
Tsjaad ·
Tunesië ·
Turkije ·
Vanuatu ·
Venezuela ·
Vietnam ·
Zaïre ·
Zambia ·
Zimbabwe ·
Zuid-Afrika ·
Zuid-Jemen
FIF · A-internationals · Selecties · Bondscoaches · Statistieken · Ivoriaans vrouwenelftal · Ivoorkust U21 · Ivoorkust U20 · Ivoorkust U19 · Ivoorkust U18 · Ivoorkust U17
1960 – 1969 ·
1970 – 1979 ·
1980 – 1989 ·
1990 – 1999 ·
2000 – 2009 ·
2010 – 2019 ·
2020 − 2029
WK 2006 · 
WK 2010 · 
WK 2014
OS 2008 · 
OS 2020
1960 ·
1961 ·
1962 ·
1963 ·
1964 · 
1965 ·
1966 · 
1967 ·
1968 ·
1969 ·
1970 ·
1971 ·
1972 ·
1973 ·
1974 ·
1975 ·
1976 ·
1977 ·
1978 · 
1979 ·
1980 ·
1981 · 
1982 ·
1983 ·
1984 ·
1985 ·
1986 ·
1987 ·
1988 ·
1989 ·
1990 ·
1991 ·
1992 · 
1993 · 
1994 · 
1995 · 
1996 · 
1997 · 
1998 · 
1999 · 
2000 · 
2001 · 
2002 · 
2003 · 
2004 · 
2005 · 
2006 · 
2007 · 
2008 · 
2009 · 
2010 · 
2011 · 
2012 · 
2013 ·
2014 ·
2015 ·
2016 ·
2017 ·
2018 ·
2019 ·
2020 ·
2021 ·
2022 ·
2023 ·
2024
Algerije ·
Angola ·
Argentinië ·
België ·
Benin ·
Bosnië en Herzegovina ·
Botswana ·
Brazilië ·
Burkina Faso ·
Burundi ·
Centraal-Afrikaanse Republiek ·
Chili ·
Colombia ·
Comoren ·
Congo-Brazzaville ·
Congo-Kinshasa ·
Duitsland ·
Egypte ·
El Salvador ·
Engeland ·
Equatoriaal-Guinea ·
Ethiopië ·
Frankrijk ·
Gabon ·
Gambia ·
Ghana ·
Griekenland ·
Guinee ·
Guinee-Bissau ·
Hongarije ·
Israël ·
Italië ·
Japan ·
Jordanië ·
Kameroen ·
Kenia ·
Koeweit ·
Lesotho ·
Liberia ·
Libië ·
Madagaskar ·
Malawi ·
Mali ·
Marokko ·
Mauritanië ·
Mauritius ·
Mexico ·
Moldavië ·
Mozambique ·
Namibië ·
Nederland ·
Niger ·
Nigeria ·
Noord-Korea ·
Oeganda ·
Oostenrijk ·
Paraguay ·
Polen ·
Portugal ·
Qatar ·
Roemenië ·
Rusland ·
Rwanda ·
Senegal ·
Servië en Montenegro ·
Seychellen ·
Sierra Leone ·
Slovenië ·
Soedan ·
Spanje ·
Tanzania ·
Togo ·
Tsjaad ·
Tunesië ·
Turkije ·
Uruguay ·
Verenigde Staten ·
Zambia ·
Zimbabwe ·
Zuid-Afrika ·
Zuid-Korea ·
Zweden ·
Zwitserland
Argentinië (2006) · 
Colombia (2014) ·
Ghana (2015) ·
Griekenland (2014) · 
Japan (2014) ·  
Nederland (2006) · 
Noord-Korea (2010) · 
Servië en Montenegro (2006) ·
Zambia (2012)